# Amr Warda
Amr Medhat Warda (Alexandria, 17 de setembro de 1993) é um futebolista egípcio que atua como meia-atacante. Atualmente, joga no PAOK.

## Carreira
Warda se profissionalizou no Al-Ahly em 2013, porém atuou apenas uma partida e foi emprestado ao Al-Ittihad. Teve uma breve passagem pelo Feirense, mas após acusações de assédio a mulheres de colegas de equipe, foi despedido.  

## Seleção
Amr Warda representou o elenco da Seleção Egípcia de Futebol no Campeonato Africano das Nações de 2017.

## Títulos
Seleção Egípcia
- Campeonato Africano das Nações: Vice - 2017

PAOK
- Copa da Grécia: 2016–17